# Санфре
Санфре́ (італ. Sanfrè, п'єм. Sanfrè) — муніципалітет в Італії, у регіоні П'ємонт,  провінція Кунео.
Санфре розташоване на відстані близько 500 км на північний захід від Рима, 37 км на південь від Турина, 50 км на північний схід від Кунео.
Населення — 3014 осіб (2014).
Щорічний фестиваль відбувається 29 червня. Покровитель — святий Петро.

## Демографія
Населення за роками:

Станом на 1 січня 2023 року в муніципалітеті офіційно проживали 194 іноземці з 20 країн, серед них 69 громадян країн Євросоюзу та 2 громадяни України.

## Сусідні муніципалітети
- Бра
- Каваллермаджоре
- Покапалья
- Соммарива-дель-Боско
- Соммарива-Перно